# Catedral de Susa

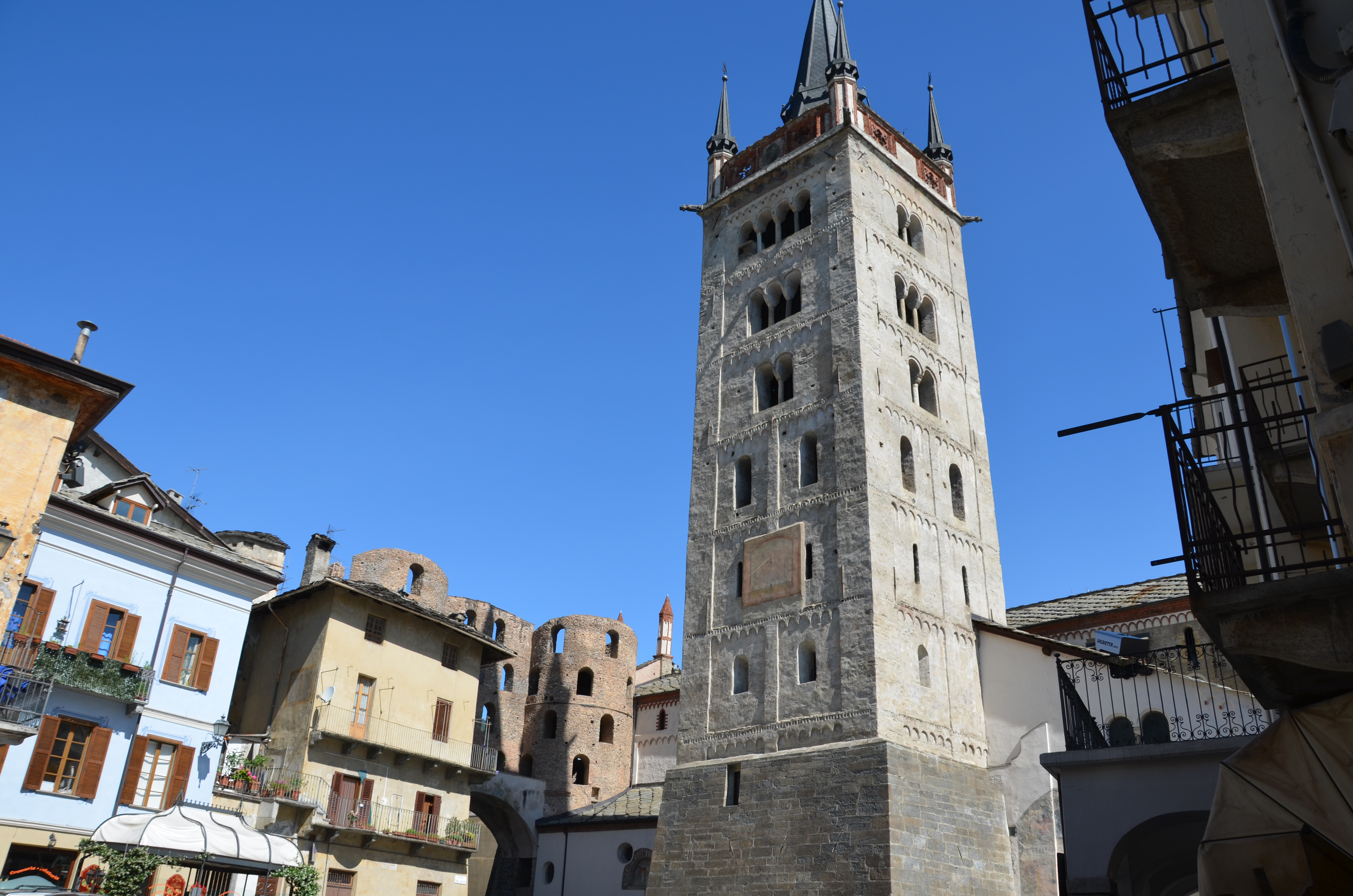
Catedral de Susa

La Catedral de Susa (en italià: Cattedrale di San Giusto, o Duomo di Susa) és una catedral catòlica a Susa, Piemont, al nord d'Itàlia. És la seu del bisbe de Susa i està dedicada a Sant Just de Novalesa (en italià: San Giusto). En els seus orígens va ser l'església de l'abadia benedictina de Sant Just, creada el 1029 pel marquès Olderico Manfredi per albergar les relíquies recentment descobertes de Sant Just. L'església va ser construïda el 1100 i des de llavors ha estat reformada i restaurada diverses vegades. No va ser fins al 1772 que el bisbat de Susa va ser creat a partir del territori de l'abadia, prèviament abadia territorial, i en aquest moment l'església de l'abadia va esdevenir la catedral de la nova diòcesi.